# Devojčica sa šestog meseca
Devojčica sa šestog meseca je jedan od četiri romana autorke Muni Vičer o devojčici Nini, mladoj alhemičarki koja se magijom čiste alhemije bori protiv zlog grofa Karkona Kadora. Ovu tetralogiju čine još tri romana: „Nina i tajna osme note”, „Nina i kletva pernate zmije” i „Nina i tajno oko Atlantide”.